# Ивана Електра
Ивана Јовановић (Сокобања, 1976) позната као Ивана Електра је српска је поп-фолк певачица и модна дизајнерка која живи и ради у Београду.

## Каријера
Музиком се бави од седме године живота, када је имала први наступ у Дому Војске у Нишу. Поред певања, пише и поезију. Завршила је језичку гимназију, а након тога Правни факултет у Нишу.
Синглови са којима се Ивана Електра представила публици су „Ломи мала“, „Прва лига“ и „Срце моје“. Године 2007. године, након дужег боравка у студију, издала је албум под називом „Спремна за све“. Поред насловне песме, албум садржи и : „Миленијум“, на којој је Ивана сарађивала са радијом Дреам Теам, који је аранжман за ову песму водио, док је Ивана Јовановић била задужена за текст и музику; друга песма је "Пијана од љубави", за коју је музику, аранжман и текст извео Чеда Чворак, главни члан групе Луна. Поред поменуте две песме, песме на овом албуму нашле су и место: „Ледена Мадона“, „Дан Светог Ђорђа“, „Алергична на љубав“, „Тврдоглава“ и „Она ме добро памти“. Након овог албума, Ивана је одлучила да направи дужу паузу у музичкој каријери, која је трајала до 2009. године када је објавила песму „Шампањац” са певачем Јованом Перишићем.
Године 2015. учестовала је ријалити шоу Парови. Након једног од ванредних избацивања, када је имала најмање подршке публике, морала је напустити кућу у којој је била смештена заједно са осталим учесницима.

## Дискографија

### Албуми
- (2016)

### Видеографија
| Спот | Година | Режисер         |
| ---- | ------ | --------------- |
|      | 2008   | Дејан Милићевић |
|      | 2010   |                 |
|      | 2011   |                 |
|      | 2012   |                 |
|      | 2014   | Давид Мићић     |
|      | 2015   |                 |
|      | 2016   | Давид Мићић     |
|      | 2018   | Марко Тодоровић |
|      | 2019   | Давид Љубеновић |
|      | 2021   |                 |
|      | 2022   |                 |
|      | 2022   |                 |